# Sör-Bleksjön
Sör-Bleksjön är en sjö i Åsele kommun i Lappland och ingår i Lögdeälvens huvudavrinningsområde. Sjön har en area på 0,121 kvadratkilometer och ligger 394,9 meter över havet.

## Delavrinningsområde
Sör-Bleksjön ingår i det delavrinningsområde (714050-161021) som SMHI kallar för Mynnar i Lögdeälven. Medelhöjden är 417 meter över havet och ytan är 13,54 kvadratkilometer. Räknas de 4 avrinningsområdena uppströms in blir den ackumulerade arean 74,48 kvadratkilometer. Långbäcken som avvattnar avrinningsområdet har biflödesordning 2, vilket innebär att vattnet flödar genom totalt 2 vattendrag innan det når havet efter 141 kilometer. Avrinningsområdet består mestadels av skog (59 procent) och sankmarker (30 procent). Avrinningsområdet har 0,12 kvadratkilometer vattenytor vilket ger det en sjöprocent på 0,9 procent.